# دیرکتوار
انجمنِ گردانندگان یا دیرِکتوار (به فرانسوی le Directoire) رژیمی بود که از ۲ نوامبر ۱۷۹۵ میلادی تا ۱۰ نوامبر ۱۷۹۹ (در بازه زمانی میان رژیم‌های کنوانسیون و کنسول‌های فرانسه) در کشور فرانسه قدرت را در دست داشت. در این انجمن پنج گرداننده (دیرکتور) قدرت را میان خویش بخش کرده بودند. این رژیم واپسین مرحله از انقلاب فرانسه بود. پس از این دوره کنسول‌ها روی کار آمدند و پس از آن فرانسه به سوی امپراتوری یکم کشانیده شد.

## قانون اساسی سه‌ساله
دیرکتوار از دو مجلس تشکیل می‌شد، مجلس پانصدنفری و مجلس کهن. کمینه سن در مجلس نخست سی سال و در دومی چهل سال بود. از رأی‌گیری مردمی برای گزینش نمایندگان این دو مجلس خودداری شد. میانه‌روها برای برگزیده شدن برای نمایندگی به تندروها پیشی داشتند. شیوه گزینش مجلس کهن چنین بود که پس از برگزیدن هفتصد و پنجاه تن، اینان از میان خود دویست و پنجاه تن را به عنوان نمایندگان مجلس کهن برمی‌گزیدند. مجلس دوره‌ای سه‌ساله داشت. نمایندگان مجلس کهن دارای حق وتو بودند ولی در قبال این حق نمی‌توانستند در قانونگذاری پیشگام باشند. دیرکتورها را مجلس کهن برمی‌گزید. هر سال یکی از پنج دیرکتور بازنشست می‌شد. یک نخست‌وزیر به این پنج دیرکتور یاری می‌رساند اگر چه خود نیروی چندانی در گرداندن دولت نداشت.
قانون‌های سفت و سختی برای مرکزیت‌بخشی به دولت گزارده شد. دیرکتورها اجازه نشستن یا سخنرانی در هیچ‌کدام از مجلس‌های دوگانه را نداشتند و این منع شامل حال نخست‌وزیر هم می‌شد. همچنین آنان هیچ دستی در تعیین بودجه و سامانه مالیاتی نداشتند.
قانون آزادی دین، مطبوعات، کار و دیگر آزادی‌های فردی را تضمین می‌کرد ولی در قبال این آزادی‌ها دیگر کسی حق نگاهداشتن جنگ‌افزار را نداشت و انجمن‌های سیاسی نیز غیرقانونی بود.
هنگامی که این پیش‌نویس قانون به همه‌پرسی گذارده شد از یک میلیون و پنجاه هزار تن‌تنها پنج هزار تن بدان رای منفی دادند. پس در روز ۲۳ سپتامبر این پیش‌نویس به عنوان قانون اساسی تصویب شد. حزب‌هایی که کنار گذاشته شده بودند در شهر پاریس گرد هم آمدند و شورش کردند. دولت پدافند را به پل دو بارا سپرد، ولی در حقیقت همه کارها را نماینده و پیرو او سرلشکر ناپلئون بوناپارت به پیش برد. او با چند هزار سرباز آماده و توپخانه ای نیرومند در ۵ اکتبر ۱۷۹۵ کار شورشیان را بی آنکه نیروهایش آسیبی ببینند، یکسره کرد.

## نام گردانندگان (دیرکتورها)
- نوامبر ۱۷۹۵–۴ سپتامبر ۱۷۹۷: ژان-فرانسوا روبل
- ۴ سپتامبر ۱۷۹۷ – دسامبر ۴, ۱۷۹۷: لوئی ماری دو لا رولیر-لیپو
- ۴ دسامبر ۱۷۹۷ – فوریه ۲۵, ۱۷۹۸: پل باراس
- ۲۵ فوریه ۱۷۹۸ – مه ۲۶, ۱۷۹۸: فیلیپ-آنتوان مرلن دو دوئه
- ۲۶ مه ۱۷۹۸ – نوامبر ۲۶, ۱۷۹۸: ژان-فرانسوا روبل
- ۲۶ نوامبر ۱۷۹۸ – مه ۲۶, ۱۷۹۹: پل باراس
- ۲۶ مه ۱۷۹۹ – ژوئن ۱۸, ۱۷۹۹: فیلیپ-آنتوان مرلن دو دوئه
- ۱۸ ژوئن ۱۷۹۹ – سپتامبر ۲۳, ۱۷۹۹: امانوئل ژوزف سیس
- ۲۳ سپتامبر ۱۷۹۹ – نوامبر ۹, ۱۷۹۹: لوئی-ژروم گویه

## ویژگی‌های دیرکتوار
دیرکتوار را واپسین بخش از انقلاب فرانسه می‌دانند. ملت دیگر نیاز به آسودگی داشت و خواسته‌های بسیاری را در سر می‌پروراند. احساسات برخی خواستار بازگرداندن و دستگیری لوئی هجدهم بود و برخی نیز که کم شمار بودند فرمانروایی او را آرزو داشتند. در این هنگام از دخالت بیگانگان کاسته شده بود. روی هم رفته دوره دیرکتوار دوره‌ای آشفته و دیکتاتورمنش بود. هرگونه سازشی میان حزب‌های گوناگون که تا آن زمان با هم برخوردی سنگدلانه داشتند ناشدنی می‌نمود. اعضای دو مجلس تنها در پی نیرومند ساختن پایه‌های برتری خویش بودند. ایشان بهترین راهی را که برای گستراندن نیروی خویش برگزیدند جنگ بود و آن هم به پشتوانه ارتش. اقتصاد به کلی نابود شده بود و دیرکتوار برای فراهم نمودن هزینه‌های خود راهی جز گرفتن مالیات بیشتر و باج از بیگانگان نداشت. از سوی دیگر بهتر می‌بود تا سپاهیان در جبهه‌ها باشند تا بخواهند به خانه خویش بازگردند و نظم را برهم بزنند. آنان به درازا کشیده شدن جنگ را برابر با افزایش فرمانروایی خویش می‌دانستند.
سرلشکرانی چون بارا و روبل چهره‌های بدنامی و بی‌هواداری بودند. پشتیبانی آنان از گردانندگان از آن محبوبیتی هم که داشتند کاست.
قانونگذاران به کنارگذاردن قانون‌های دینی تمایل داشتند همچنین به لغو قانون‌هایی که بر ضد کوچندگان از فرانسه بود و بخشش‌هایی دربارهٔ آنان داشت همت می‌گماردند. آنها توانستند توطئه‌هایی را فرو بنشانند و اندکی نیز اقتصاد را بهبود بخشند.

## کامیابی‌های جنگی
در سال ۱۷۹۶ دیرکتوار از ارتش پشتیبانی نمود. لوئی لازار هوش در ونده شورش را خواباند. ناپلئون در ایتالیا پیروزی‌هایی به دست آورد. پادشاه ساردینی در مه ۱۷۹۶ با فرانسه صلح کرد و نیس و ساووا را به جمهوری فرانسه واگذار کرد و همچنین سنگرهای پیدمونتز را به فرانسویان سپرد. اسپانیا به جرگه همپیمانان فرانسه پیوست و در اکتبر ۱۷۹۶ ناپل با فرانسه پیمان آشتی امضا کرد.
در همین زمان ناپلئون جنگ را در شمال ایتالیا به پایان برد و به اتریش لشکر کشید. وی لومباردی و بخش اتریشی هلند را به فرانسه ضمیمه کرد و در عوض با پیمانی که میان جمهوری فرانسه و امپراتور اتریش به امضا رسید ونیز را به اتریش واگذار نمود. گشودن هلند برای انگلستان زنگ خطری بود چرا که ناوگان مستعمراتی این کشور را دچار چالش می‌نمود.

## پایان کار
دیرکتوار فرانسه با کودتای ناپلئون بوناپارت در ۹ نوامبر ۱۷۹۹ به پایان راه خود رسید و رژیم کنسولی جای آن را گرفت. این رویداد در هشتمین سال انقلاب فرانسه انجام گرفت.
در همین سال دیرکتوار سزای جنگ‌افروزی‌های خود را با ماجراجویی‌های ناپلئون در خاورمیانه دید. هنگامی که ناپلئون در مصر بود مخالفین در فرانسه بر ضد دیرکتوار متحد می‌شدند و بازگشت قدرت به ژاکوبنها شدنی می‌نمود. برای کودتا نخست امانوئل جوزف سییس و آنگاه یکی از پنج دیرکتور زمینه‌چینی نمودند. هنگامی که ناپلئون از مصر بازگشت مردم به او به چشم یک قهرمان نگاه می‌کردند و سییس انگاشت که فرد مورد نیاز خویش برای کودتا را یافته‌است. به هر روی ناپلئون بی‌درنگ دست به کودتا زد ولی سرانجام میوه این کودتا به ناپلئون رسید و نه سییس.
نقشه این بود که پاریس را محاصره کنند و از دیرکتورها بخواهند که بی درگیری کنار بروند. آنگاه دو کنسول نرمش‌پذیر را برگزینند و به خواسته خویش قانون را تغییر دهند.
سه دیرکتور که سییس یکی از آنها بود کنار رفتند ولی دو تن دیگر که از ژاکوب‌ها بودند به نامها گوهیه و مولن زیر بار استعفا نرفتند. مولن گریخت و گوهیه به زندان افتاد.
پس از آن رژیم کنسولی فرانسه به کنسولی ناپلئون، سییس و روژه دوکو آغاز شد.

## نگارخانه

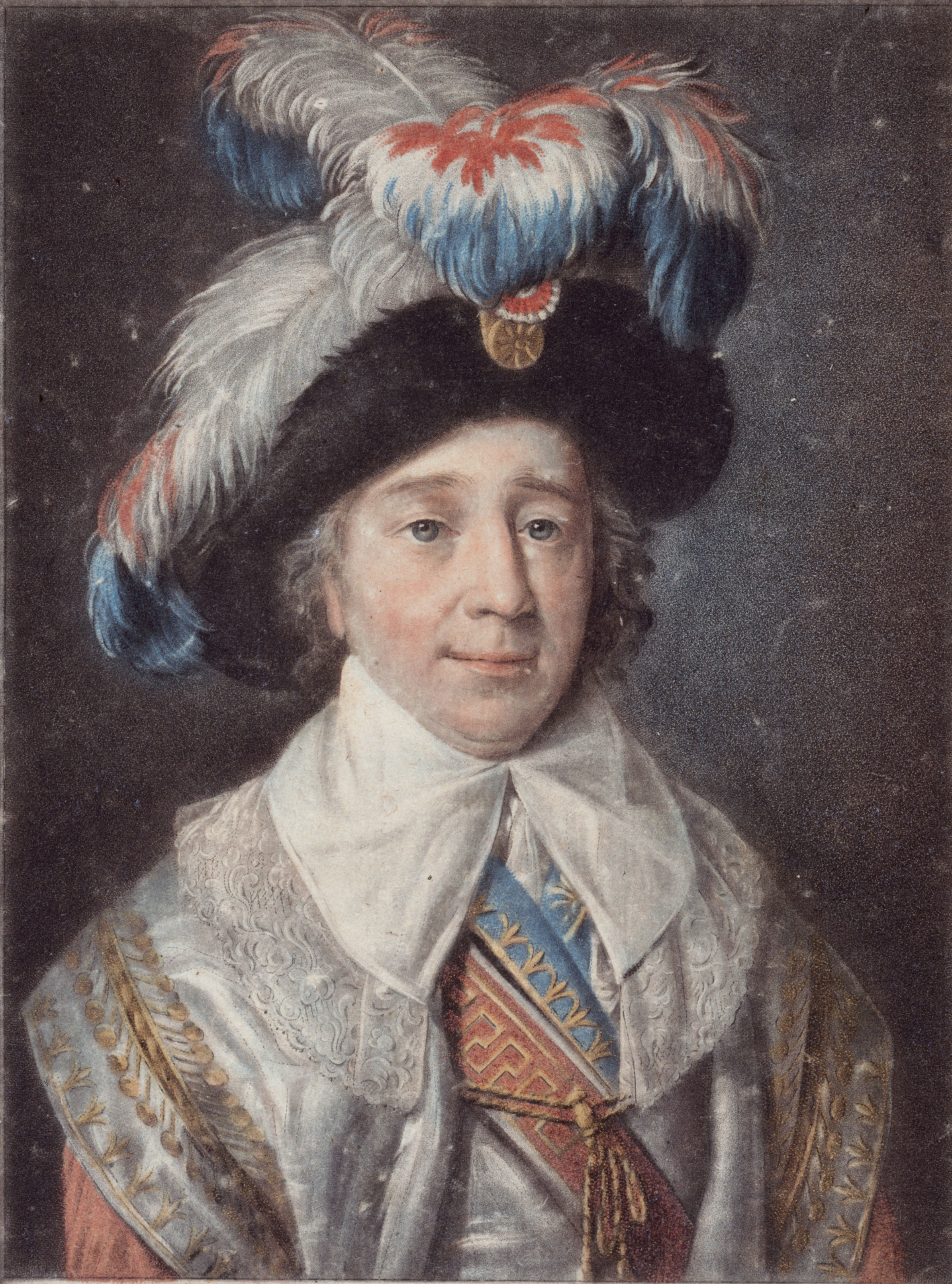
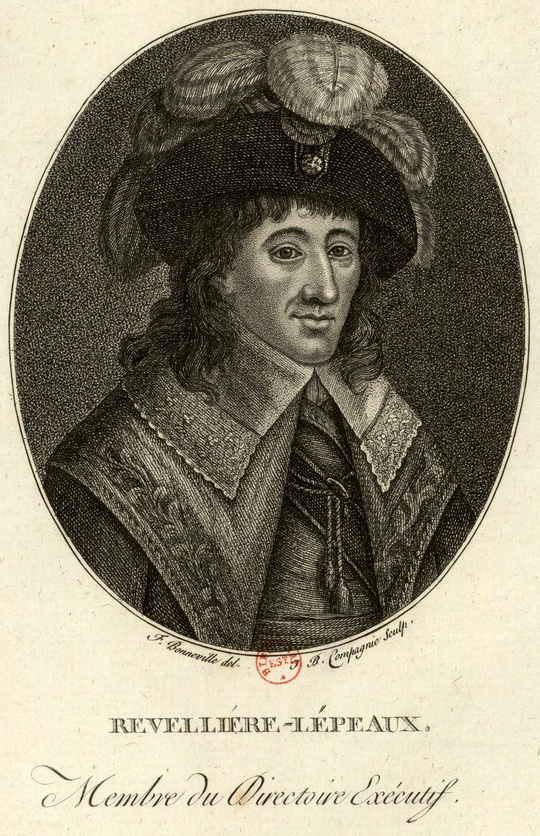
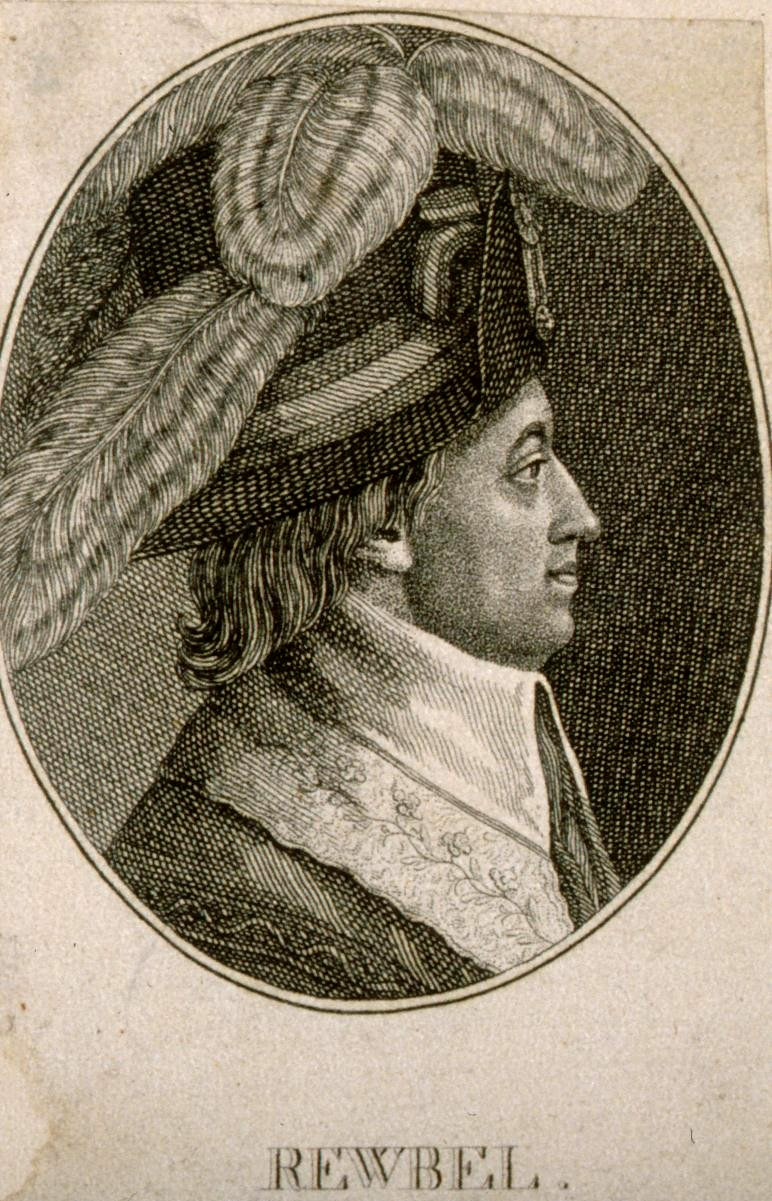
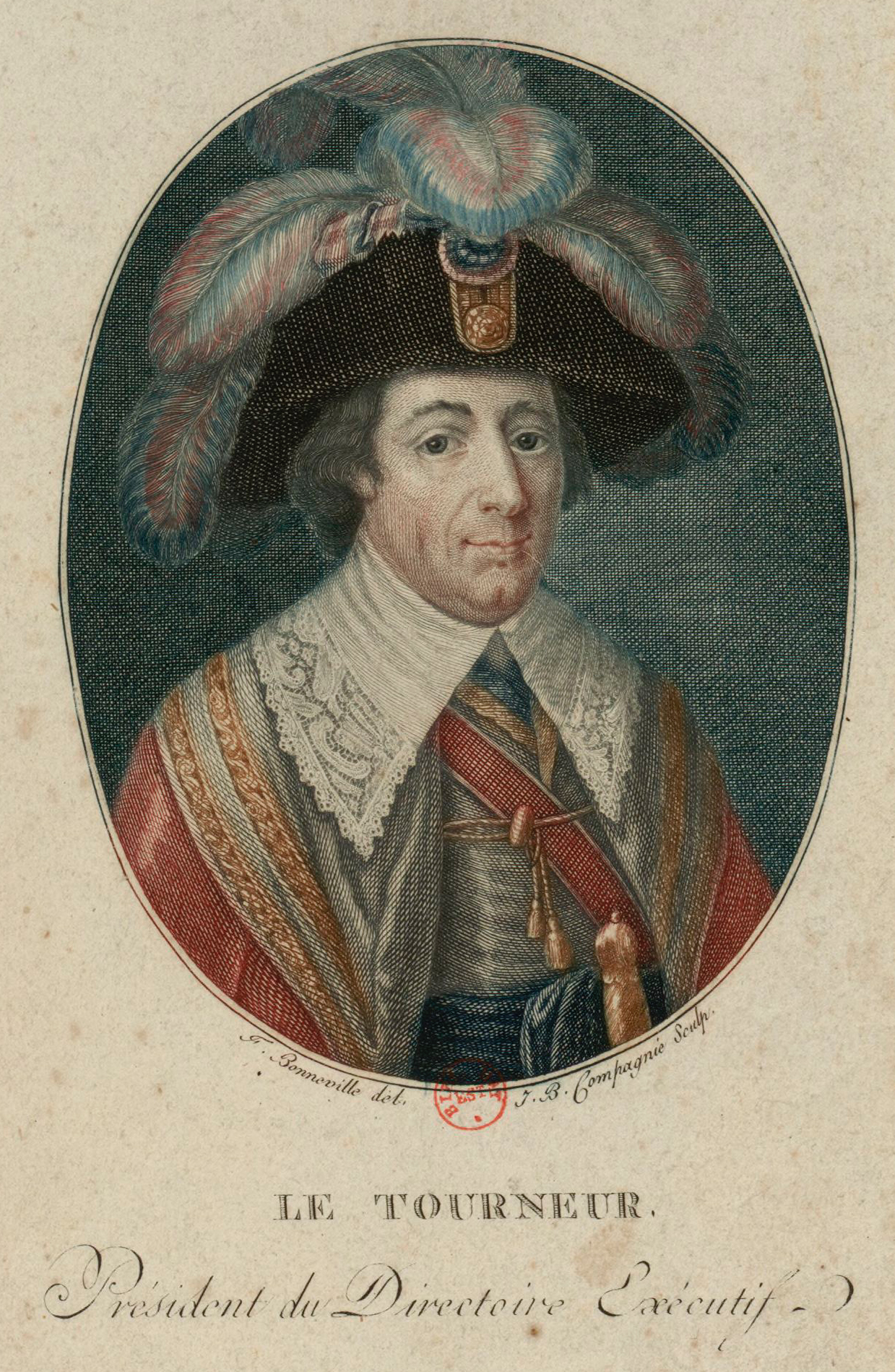
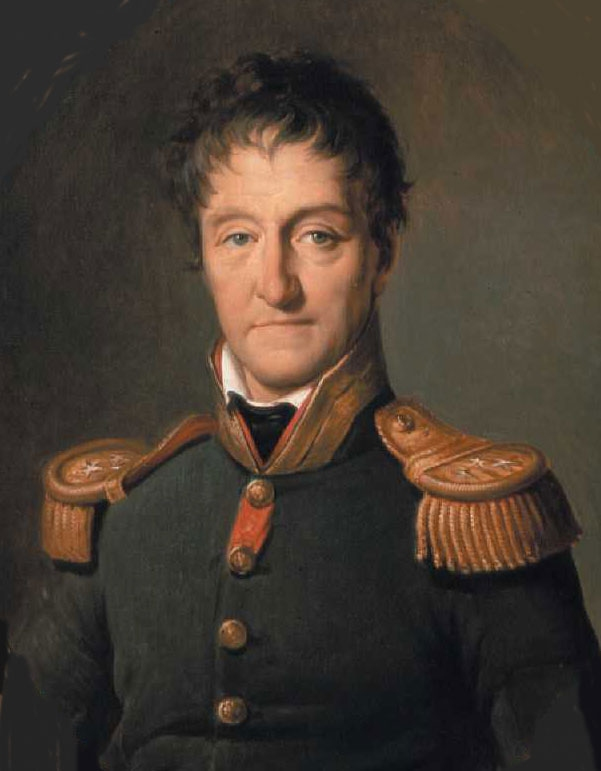